# Littlemoor (Derbyshire)
Littlemoor – wieś w Anglii, w hrabstwie Derbyshire, w dystrykcie North East Derbyshire. Leży 27 km na północ od miasta Derby i 205 km na północny zachód od Londynu.